# Till We Ain't Strangers Anymore
"Till We Ain't Strangers Anymore" é uma canção da banda estadunidense Bon Jovi com a participação da cantora LeAnn Rimes. Em novembro de 2007 foi lançado como terceiro single do álbum Lost Highway.

## Lista de faixas
CD single (número do catálogo: 0602517555112)
1. "Till We Ain't Strangers Anymore" - 4:43
2. "Who Says You Can't Go Home" (stripped) - 4:49

CD-Maxi (número do catálogo: 0602517555105)
1. "Till We Ain't Strangers Anymore" (versão do álbum) - 4:43
2. "Lost Highway" (stripped) - 4:08
3. "Who Says You Can't Go Home" (stripped) - 4:45
4. "(You Want to) Make a Memory" (vídeo ao vivo do Lost Highway Concert)

## Desempenho nas paradas musicais
| 2007 | 123 | 47 |